# Winwick (Cheshire)
Winwick is een civil parish in het bestuurlijke gebied Warrington, in het Engelse graafschap Cheshire. De plaats telt 4.366 inwoners.